# Aeroportul University Park
Aeroportul University Park (IATA: SCE, ICAO: KUNV, FAA LID: UNV) este un aeroport din Pennsylvania, Statele Unite ale Americii ce deservește zona State College⁠(d). Aeroportul a fost tranzitat în 2021 de 98.000 de pasageri.
Situat la o altitudine de 378 m, aeroportul dispune de 1 pistă. Este operat de Universitatea Statului Pennsylvania⁠(d).

## Infrastructură

### Piste
Aeroportul dispune de o singură pistă. Pista 06/24 are suprafața de asfalt și dimensiunile 6.701 picioare × 150 picioare. 